# Vara församling
Vara församling var en församling i Skara-Barne kontrakt i Skara stift. Församlingen låg i Vara kommun i Västra Götalands län och ingick i Vara pastorat. Församlingen uppgick 2018 i Varabygdens församling.

## Administrativ historik
Församlingen har medeltida ursprung. 
Församlingen var till 1 maj 1920 annexförsamling i pastoratet Skarstad, Hällum, Vara och Önum för att därefter till 2002 vara moderförsamling i ett pastorat omfattande samma församlingar. Församlingen införlivade 2002 Hällums församling, Skarstads församling och Önums församling och var sedan till 2018 moderförsamling i pastoratet Vara, Levene, Ryda, Larv, Vedum och Kvänum. Församlingen uppgick 2018 i Varabygdens församling. 
Församlingskod var 147001.

## Kyrkor
- Hällums kyrka
- Skarstads kyrka
- Vara kyrka
- Önums kyrka